# География на Бутан
Кралство Бутан е малка държава в Южна Азия. Площ 38 394 km². Население на 1 януари 2017 г. 754 400 души. Столица град Тхимпху.

## Географско положение, граници, големина
Бутан е държава в Южна Азия, заета от планинската система на Източните Хималаи. На северозапад и север Бутан граничи с автономния регион Тибет на Китай (дължина на границата 470 km), а на юг и изток с щатите Аруначал Прадеш, Асам, Западен Бенгал и Сиким на Индия (755 km). Обща дължина на границите (само сухоземни) 1225 km. В тези си граници Бутан заема площ от 38 394 km².
Крайни точки:
- на север – на границата с Китай, в Хималаите 28°14’49” с.ш.
- на юг – граница с Индия 26°42’08” с.ш.
- на запад – граница с Индия 88°44’48” и.д.
- на изток – граница с Индия 92°07’30” и.д.

## Природа

### Релеф
Бутан заема южните склонове на Източните Хималаи, които са дълбоко разчленени от дълбоките речни долини на Амо, Санкош, Куру и др., всичките от водосборния басейн на река Брахмапутра. Максимална височина връх Джомолхари 7314 m. Този високопланински район на страната е най-населена. Столицата Тхимпху е разположена в западната част. Изолирани долини в западната част приютяват по-голямата част от населението. Някои от долините на Бутан са срързани с проходи. 70% от площта на страната е заета от обширни гори. Зимите са студени, летата хладни, дъждовният сезон се съпровожда от чести свлачища.

### Климат
Климатът на Бутан е различен в зависимост от надморската височина и както по-голямата част от Азия, зависим от мусоните. Западен Бутан е особено повлиян от мусоните, които донасят между 60 и 90 процента от падналите валежи. Климатът е влажен субтропичен в южните равнини и предпланини, умерен във вътрешните хималайски долини в северните и централни части и студен на север, където снегът се задържа целогодишно.
Според надморската височина температурите се изменят. Температурите в Тхимпху, разположен на 2200 метра надморска височина в западен Бутан варират от 15 до 26 °C по време на мусонния сезон от юни до септември, но след септември започват да се понижават значително и през януари достигат стойности от -4 до -16 °C. В по-голямата част от централен Бутан климатът е хладен през цялата година. На юг климатът е горещ и влажен, с темератури от 15 до 30 °C, но понякога температурите достигат и 40 °C в долините през лятото.
| температура | януари | февуари | март  | април | май   | юни   | юли   | август | септември | октомври | ноември | декември |
| ----------- | ------ | ------- | ----- | ----- | ----- | ----- | ----- | ------ | --------- | -------- | ------- | -------- |
| минимална   | -17 °C | -15 °C  | -7 °C | -5 °C | -1 °C | 3 °C  | 5 °C  | 4 °C   | 2 °C      | -5 °C    | -12 °C  | -16 °C   |
| максимална  | 1 °C   | 1 °C    | 4 °C  | 7 °C  | 10 °C | 12 °C | 12 °C | 13 °C  | 11 °C     | 8 °C     | 5 °C    | 3 °C     |

### Растителност, животински свят
По-голямата част от крайните южни части на Бутан са заети от тропически равнини, типични за Индия. Тези равнини се обект на земеделие и са засети с ориз. Само 2% от цялата бутанска територия е годна за обработване. По-голямата част от обработваемата земя се намира в крайните южни части. Преобладава горската растителност (широколистни вечнозелени и листопадни и иглолистни гори), а над 3500 – 4000 m – високопланински пасища.
Векове на изолация, малкия брой на населението и топографските крайности е помогнало на Бутан да запази една от най-непокътнатите екосистеми в света. Страната се нарежда сред 10-те страни с най-голяма гъстота на видовете. Повече от 55 000 вида растения виреят в Бутан, включително около 3000 лечебни. Повече от 770 вида птици и 165 вида бозайници живеят в страната (слон, носорог, тигър, леопард, пантера, див бик, дива свиня, маймуни, мускусен елен, хималайска мечка, лисица), включително редките и застрашени видове като червена панда, снежен леопард и златен лангур.